# Шкарин, Юрий Павлович
Юрий Павлович Шкарин (6 декабря 1929, Москва — сентябрь 2023) — советский и российский учёный в области электроэнергетики, ВЧ-связь (энергетика), кандидат технических наук, старший научный сотрудник. Лауреат премии Российской академии наук имени П. Н. Яблочкова (1979). Соавтор фундаментальной теории распространения электромагнитных волн по многопроводным линиям с частотнозависимыми параметрами. Автор более 90 статей, книг и нормативных документов, посвящённых исследованию волновых процессов в линиях электропередачи, расчётам и измерениям параметров ВЧ трактов каналов связи по ЛЭП и параметров помех от короны на фазах и тросах воздушных линий.

## Биографическая информация
Окончил Московский энергетический техникум (МЭТ) в 1949 году и Всесоюзный Заочный Политехнический Институт (ВЗПИ) в 1956 году.
Сфера научных интересов: исследование волновых процессов (в рамках Электроэнергетики) в многопроводных линиях электропередачи и применение результатов этих исследований в специфической ветви проводной дальней связи — ВЧ связи по ЛЭП, использующей в качестве среды передачи провода и кабели высоковольтных линий электропередачи.
Места работы:
- Трест «ОРГРЭС», бригадный инженер (1949—1971).
- Всесоюзный научно-исследовательский институт электроэнергетики (ВНИИЭ), заведующий сектором (1971—1994).
- Московский энергетический институт, профессор (1998—1999).
- Мосэнерго, ведущий инженер (1994—1996).
- Филиал ОАО «НТЦ электроэнергетики» ВНИИЭ, ведущий научный сотрудник (1996—1999).
- ОАО «НТЦ электроэнергетики», ведущий научный сотрудник (1999—2013).
- ОАО «Институт Энергосетьпроект», ведущий специалист (с 2013).

В 1979 году Российской академией наук чл.-корр. АН СССР М. В. Костенко, к.т. н. Л. С. Перельману и к.т. н. Ю. П. Шкарину присуждена премия имени П. Н. Яблочкова за серию трудов «Волновые процессы в многопроводных линиях».
С середины 70-х годов по конец 80-х годов принимал участие в работе Технического комитета 57 МЭК и Исследовательских комитетов 35 и 36 СИГРЭ (SC 35 и 36 CIGRE). С 1976 по 1986 года был членом ИК 36 СИГРЭ от СССР.
В это время под общей редакцией Ю. П. Шкарина вышли сборники докладов на сессиях СИГРЭ с 1976 по 1986 годы «Влияние электроустановок на окружающую среду».

## Научная деятельность

### Направления научной деятельности
- Исследование волновых процессов в линиях электропередачи.
- Использование полученных результатов для расчёта и измерения параметров ВЧ трактов каналов связи по ЛЭП и параметров помех от короны на фазах и тросах воздушных линий.

### Наиболее важные научные результаты
В соавторстве с чл.-корр. АН СССР М. В. Костенко и к. т. н. Л. С. Перельманом создана фундаментальная теория распространения электромагнитных волн по многопроводным линиям с частотнозависимыми параметрами. На её основе разработаны методы расчёта волновых процессов в воздушных линиях, уровня радиопомех от короны на проводах и ВЧ помех в каналах связи, а также разработаны основы создания высокочастотных каналов связи по линиям электропередачи.
На результатах анализа волновых процессов в области тональных и промышленных частот основаны исследования коммутационных перенапряжений, опасных и мешающих влияний воздушных линий электропередачи, несимметрии токов и напряжений в линиях, напряжённости электрического поля линий электропередачи.
Согласно Вестнику АН СССР, посвящённому лауреатам премий АН за 1979 год, результаты данных работ используются научно-исследовательскими, проектными и эксплуатирующими организациями при создании воздушных линий электропередач сверхвысокого напряжения, а также при осуществлении связи по линиям электропередачи для передачи сигналов релейной защиты, системной автоматики и телефонной связи.
Шкарин Ю. П. является участником создания многих нормативных документов, автором алгоритмов программ Trakt и Noise, широко используемых в России и за рубежом при проектировании каналов ВЧ связи.
Соавтор стандартов организации (СТО) ОАО «ФСК ЕЭС», на основании которых ведётся разработка, проектирование и эксплуатация каналов ВЧ связи и всего комплекса аппаратуры для их построения.

## Список публикаций
Общее количество публикаций — более 90. Результаты научной деятельности опубликованы в ведущих научных журналах: «Электричество», «Электрические станции», «Известия АН СССР, сер. Энергетика и транспорт», «Энергетик», «Релейная защита и автоматизация», «Электросвязь», а также в докладах на сессиях CIGRE и заседаниях ИК 35 и ИК 36 CiGRE (серия книг «Измерения в ВЧ связи» под редакцией Ю. П. Шкарина, сведения об авторе).

### Авторские свидетельства
- Авторское свидетельство N429436, Бюллетень N19 от 25.05.74. Устройство для моделирования n — проводной линии электропередачи.
- Авторское свидетельство N543086, Бюллетень N2 от 15.01.77. Линия электропередачи.
- Авторское свидетельство N1531033, Бюллетень N47 от 23.12.89. Способ определения места повреждения линии электропередачи постоянного тока, оборудованной преобразователями, фильтрами и делителями напряжения на обоих её концах и устройство для его осуществления.

### Список основных трудов
- Загянский А. И., Шкарин Ю. П. Высокочастотные тракты по линиям электропередачи. Рекомендации и нормы / под редакцией М.В. Костенко. — М.: Энергия, 1964. — 48 с.
- Малышев А. И., Шкарин Ю. П. Специальные измерения высокочастотных каналов по линиям электропередачи: Учебник для техникумов. — М.: Энергоатомиздат, 1990. — 350 с.
- Костенко М. В., Перельман Л. С., Шкарин Ю. П. Волновые процессы и электрические помехи в многопроводных линиях электропередачи. — М.: Энергия, 1973. — 271 с.
- Ишкин В. Х., Книжник Р. Г., Шкарин Ю. П. Справочник по расчету ВЧ параметров ВЛ 330-1150 кВ. — М.: Энергоатомиздат, 1990. — 129 с.
- Ишкин В. Х., Шкарин Ю. П. Расчет параметров высокочастотных трактов по линиям электропередачи: Учебное пособие. — М.: Издательство МЭИ, 1999. — 121 с.
- Шкарин Ю. П. Высокочастотные тракты каналов связи по линиям электропередачи (часть 1 и часть 2). — М.: НТФ «Энергопрогресс» и «Энергетик», 2001. — 146 с.
- Измерения в ВЧ связи. Устройства обработки и присоединения / под ред. Ю. П. Шкарина. — Москва: Библиотека AnCom, 2014. — 123 с.
- Измерения в ВЧ связи. ВЧ тракт / под ред. Ю. П. Шкарина. — Москва: Библиотека AnCom, 2014. — 84 с.
- Микуцкий Г. В., Шкарин Ю. П. Линейные тракты каналов ВЧ связи по линиям электропередачи. — М.: Энергоатомиздат, 1986. — 198 с.